# Poecilotriccus latirostris
Poecilotriccus latirostris là một loài chim trong họ Tyrannidae.